# 新居浜市農業協同組合
新居浜市農業協同組合（にいはましのうぎょうきょうどうくみあい、JA新居浜市）は、愛媛県新居浜市田所町に本所を置いていた農業協同組合。

## 事業所
- 本所 - 愛媛県新居浜市田所町3-63
- 高津支所 - 愛媛県新居浜市高津町12-29
- 川東支所 - 愛媛県新居浜市松神子1-2-35
- 上部東支所 - 愛媛県新居浜市外山町15-37
- 上部西支所 - 愛媛県新居浜市萩生1168-1
- 金子支所 - 愛媛県新居浜市一宮町1-9-20
- 経済センター - 愛媛県新居浜市坂井町3-10-40
- JAグリーンにいはま - 愛媛県新居浜市坂井町3-10-40
- 農機具センター - 愛媛県新居浜市坂井町3-10-40

## 沿革
- 1963年1月 - 新居浜市内の10農協の合併により、「新居浜市農業協同組合」発足。
- 1964年9月 - 神郷農業協同組合との合併により市内全農協の合併完了。
- 1967年3月　- 本館が完成。
- 1969年 - 長期共済新契約高で日本一に輝く。
- 1970年8月 - ひめライスの取り扱い開始。
- 1972年4月 - 組合員相談室オープン。
- 1975年
  - 1月 - 営農センター落成。
  - 4月 - 電算機導入。
- 1976年12月 - 新居浜市農作物「収穫祭」（現:農業まつり）初開催。
- 1979年
  - 2月 - 年金友の会発足（県下初）。
  - 10月 - 信用事業のオンラインがスタート。
- 1980年
  - 8月 - 本所に現金自動支払機を設置（県下JA初）。
  - 9月 - 営農センターに選果･選卵場落成。
- 1983年4月 - 堆肥センター（2007年6月廃止）落成。農協貯金全国ネット開始に伴い、事業所から支所に呼称変更。
- 1984年1月 - 記録的な大雪により、イチゴハウスなどの倒壊被害が続出。
- 1985年11月 - 東雲給油所（2004年5月廃止）オープン。
- 1988年4月 - 水稲育苗プラント設置。
- 1989年11月 - 金子出張所（現:金子支所）オープン。
- 1991年11月 - せえのおくらぶ（現:育農くらぶ）発足。
- 1992年 - 新居浜市農協からJA新居浜市に呼称変更。
- 1993年
  - 4月 - 高津支所移転、新店舗落成。
  - 8月 - 共同機械組織発足。
- 1995年11月 - LPガス集中監視システム導入。
- 1996年
  - 1月 - 「農協住宅」が「JAホーム」に呼称変更。
  - 4月 - 水稲育苗ハウスが稼動。
- 1998年4月 - アイコープと提携し、「あかがね市」を開設。
- 1999年2月 - 生活･営農事業部を統合し、経済センター発足。
- 2000年4月 - 福祉介護事業スタート。
- 2003年12月 - あかがね市四季葉広場オープン。
- 2005年
  - 5月 - アグリスクール開校。
  - 10月 - 女性参与制導入。
- 2006年4月 - コンプライアンス統括室を設置。
- 2008年
  - 4月 - 検査室を監査室に変更。葬祭事業取り扱いを開始。
  - 8月 - 大島支所を多喜浜支所に統合。
- 2009年4月 - ふれあいを総務部を経済事業部へ移管。
- 2010年
  - 4月 - 購買店舗を集約、JAグリーンにいはまオープン。
  - 7月 - 経済センター事務所移転、新事務所を落成。
- 2011年
  - 7月 - 中萩･大生院支所を統合し上部西支所オープン、新店舗落成。
  - 11月 - 第一回健康ウォーキング大会開催。
- 2014年6月 - 垣生・神郷・多喜浜支所を統合し川東支所オープン。
- 2015年
  - 4月 - 女性大学「ＨＡＭＡＪＯカレッジ」開校。
  - 8月 - ブランド米「新居の恵み」販売開始。
  - 12月 - ローンセンターオープン。
- 2016年11月 - 准組合員モニター制度開始。
- 2017年9月 - 船木・角野・泉川支所を統合し上部東支所をオープン、新店舗落成。
- 2020年11月 - 西条市農業協同組合と合併し、えひめ未来農業協同組合発足[2]。